# Стереоскоп
Стереоскоп — бинокулярный оптический прибор для индивидуального просмотра «объёмных» изображений. Стереоскоп может быть выполнен как в виде эпископа, предназначенного для рассматривания непрозрачных оригиналов, так и по принципу диаскопа, пригодного для диапозитивов. В обоих случаях прибор имеет сдвоенную конструкцию, каждая половина которой предназначена индивидуально для одного из глаз наблюдателя. Принцип работы основан на бинокулярности человеческого зрения, регистрирующего объём наблюдаемой сцены за счёт параллакса между ракурсами, с которых каждый глаз видит одни и те же объекты. Благодаря этому сюжет, снятый с двух разных точек, при рассматривании полученной стереопары кажется объёмным.

## Историческая справка
Первый стереоскоп изобретён в 1829 году учителем математики из Эдинбурга мистером Эллиотом. Щелевой стереоскоп Эллиота предназначался для рассматривания нарисованных на прозрачной подложке трёхмерных пейзажей и представлял собой простую коробку длиной 45,72 сантиметра (18 дюймов). Стереопара рассматривалась сквозь щель в перегородке, а её части переставлялись местами, то есть, для правого глаза предназначалась картинка, расположенная слева, и наоборот.
В 1832 году Чарльз Уитстон (англ. Charles Wheatstone) предложил стереоскоп другой конструкции. Его прибор был основан на рассматривании половин стереопары через зеркала, расположенные перед глазами наблюдателя под углом 45°. Друг с другом зеркала образовывали прямой угол и перенаправляли свет от двух рисунков, закреплённых на противоположных боковых стенках стереоскопа. Как и стереоскоп Эллиота, устройство появилось до изобретения фотографии, и служило аттракционом, демонстрирующим возможности бинокулярного зрения воспринимать объём нарисованных соответствующим образом картинок.
В 1849 году изобретатель калейдоскопа Дэвид Брюстер (англ. David Brewster) объединил возможности стереоскопа и фотографии.
Брюстер расположил напротив прямой стереопары призматические линзы, служившие окулярами и одновременно изменявшие угол конвергенции, облегчая наблюдение. Благодаря окулярам, стереоскоп Брюстера давал увеличенное изображение, которое казалось висящим перед наблюдателем на расстоянии. В отличие от похожего стереоскопа Эллиота с «обратной» стереопарой, устройство Брюстера обеспечивало максимально комфортное наблюдение без напряжения глаз. Брюстер не смог найти в Англии возможностей для массового выпуска своих стереоскопов, и в конце концов продал права французу Жюлю Дюбоску (фр. Jules Dubosque). В 1851 году на лондонской Всемирной выставке продукция Дюбоска имела большой успех, удостоившись внимания королевы Виктории. В её присутствии Брюстер продемонстрировал работу прибора, а Дюбоск преподнёс в качестве подарка стереоскоп с набором стереоснимков.
В 1861 году Оливер Холмс (англ. Oliver Wendell Holmes Sr.) создал самый удачный тип стереоскопа, остающийся популярным до сегодняшнего дня. В том же году оптик Джозеф Бейтс усовершенствовал прибор и наладил его серийный выпуск, поэтому часто используется название «стереоскоп Холмса-Бейтса». В целом он повторяет конструкцию Брюстера, за исключением отсутствующего светонепроницаемого короба. Стереоскоп Холмса состоит из держателя призматических окуляров с тубусом для лица, и подставки для стереопары, соединённых между собой регулировочной рейкой. За счёт возможности перемещать держатель вдоль рейки, стереоскоп Холмса приобрёл функцию подстройки для людей с недостатками зрения, а лёгкость прибора позволяла держать его в одной руке, для чего имелась специальная рукоятка. Изобретатель не стал патентовать своё устройство, сделав его общедоступным.
С первых лет стереофотографии были известны два способа получения стереопары: с помощью одного фотоаппарата, которым последовательно делаются два снимка с разных точек, или с помощью двух одинаковых камер, закреплённых на необходимом расстоянии друг от друга. Первый специализированный стереофотоаппарат с двумя объективами для дагеротипных пластин был создан в 1844 году немецким оптиком Людвигом Мозером (нем. Ludwig Ferdinand Moser). Десять лет спустя британская компания London Stereoscopic Company провозгласила лозунг «ни одной гостиной без стереоскопа!» и к 1856 году предложила покупателям каталог своих видовых снимков, насчитывающий 10 тысяч наименований. К 1860 году слоган стал реальностью: уже немногие семьи могли сказать, что в их доме отсутствует стереоскоп. Сотни тысяч стереографических пластин с видами практически всех уголков земного шара можно было приобрести в лавках или заказать по цене сегодняшних цветных открыток.
Популярность зрелища была так велика, что стереоскоп можно сравнить по значимости с нынешним телевизором. Зрителям были доступны любые сюжеты, вплоть до порнографических: в 1851 году суд присяжных департамента Сены вынес вердикт, признающий «виновными в оскорблении нравов» дагеротипистов Мулена и Малакрида, распространявших стереопары непристойного содержания. Интерес публики начал спадать лишь в конце XIX века, после изобретения кинематографа, затмившего «объёмные картины».

## Современные стереоскопы
Вторая волна увлечения стереоскопами началась в конце 1930-х годов после распространения цветной обращаемой плёнки. Недорогие устройства из пластмассы или картона позволяли получать высококачественное объёмное изображение с малоформатных слайдов. Наиболее популярными в США и Западной Европе к середине XX века стали американские стереоскопы «View-Master», снабжавшиеся картонными дисками с семью стереопарами, сделанными на плёнке Kodachrome. Кроме дисков фабричного производства стереоскоп годился для рассматривания стереопар, отснятых самостоятельно фотоаппаратами View-Master Personal Stereo Camera. В СССР в продаже были доступны стереоскопы производства ГДР, выполненные в виде детской игрушки. В комплекте поставлялись прямоугольные картонные рамки с цветными стереопарами кукольных сказочных сюжетов.
В это же время для расшифровки аэрофотоснимков, главным образом создания по ним топографических карт, стали применяться профессиональные стереоскопы. На принципах стереоскопии работало большинство фотограмметрических приборов, таких как стереопроектор, стереокомпаратор, стереограф и другие.
В век развития цифровых технологий стереоскоп переживает второе рождение. Простота получения высококачественного цветного изображения с помощью цифрового фотоаппарата позволяет фотолюбителям самостоятельно изготавливать стереоснимки для недорогого стереоскопа. Наиболее практичными и дешёвыми в производстве являются складные картонные стереоскопы, предназначенные для просмотра стереопар через пластиковые линзы. Есть несколько проектов по созданию стереоскопа для использования с экраном смартфона, позволяющие смотреть на нём стереокино, играть в трёхмерные игры, дополненную реальность и тому подобное. Одним из наиболее успешных из них является Google Cardboard.
В честь стереоскопа назван астероид (566) Стереоскопия, открытый 28 мая 1905 года немецким астрономом Паулем Гёцом в обсерватории Хайдельберг. Это был первый астероид, открытый методом стереоскопии.